# Roberto Carboni
Roberto Carboni, O.F.M.Conv. (Scano di Montiferro, Oristano, 12 de outubro de 1958) é um clérigo religioso italiano e nomeado arcebispo católico romano de Oristano.

## Biografia
Nasceu em Scano di Montiferro, na província de Oristano e na então diocese de Bosa, em 12 de outubro de 1958.

### Formação e ministério sacerdotal
Segue sua vocação ingressando na Ordem dos Frades Menores Conventuais.
Após o diploma do ensino médio clássico obtido em 1977, ingressou no seminário de Pádua. Graduou-se em filosofia pelo Instituto teológico Santo Antônio Doutor de Pádua em 1980 e bacharel em teologia pela Pontifícia Universidade de São Boaventura (Seraphicum) em Roma em 1983.
Em 27 de junho de 1982 faz a profissão solene dos votos.
Em 9 de abril de 1983 foi ordenado diácono, no colégio Seraphicum de Roma, pelo então arcebispo Virgilio Noè, secretário da Dicastério para o Culto Divino e Disciplina dos Sacramentos (mais tarde cardeal). Em 29 de setembro de 1984 foi ordenado sacerdote na igreja de San Francesco d'Assisi in Oristano por Giovanni Pes, bispo de Alghero e Bosa.
Em 1986, também em Roma, obteve a licenciatura em psicologia pela Pontifícia Universidade Gregoriana.
Depois de sua ordenação, entre outras coisas, foi professor de psicologia na Pontifícia Faculdade Teológica da Sardenha em Cagliari por oito anos, de 1993 a 2001.
Em 2001 foi missionário em Cuba com os frades da Província das Marcas, onde exerceu o cargo de pároco e vice-pároco, professor de psicologia, pai espiritual do Seminário Nacional de Havana, Reitor da Igreja de São .Francisco em Havana. Retornando à Itália em 2013, tornou-se secretário geral para treinamento em sua ordem até 2016.
De 1989 a 2003 foi inscrito no registo de psicólogos e psicoterapeutas da Sardenha e a partir de 1997 foi inscrito no registo de jornalistas.

### Ministério episcopal
Em 10 de fevereiro de 2016, o Papa Francisco o nomeia bispo de Ales-Terralba; ele sucede Giovanni Dettori, que renunciou após atingir o limite de idade. No dia 17 de abril seguinte recebeu a ordenação episcopal, na praça Mons. Antonio Tedde in Ales, por Paolo Atzei, arcebispo metropolitano de Sassari, co-consagradores Mauro Maria Morfino, bispo de Alghero-Bosa, e Giovanni Dettori, seu antecessor; no final da cerimônia toma posse canônica da diocese, na catedral de São Pedro e São Paulo.
Em vista do ano pastoral 2017-2018 escreve Viva Efficace Tagliente, uma carta pastoral aos cristãos da diocese de Ales-Terralba para um discernimento iluminado pela Palavra de Deus. Em setembro de 2018 publica "Quantos pães tendes ?" Reflexões e orientações sobre as Unidades Pastorais.
Em 29 de março de 2018 anunciou sua primeira visita pastoral, que terminou em 2020.
Em 4 de maio de 2019, o mesmo papa o nomeia arcebispo metropolitano de Oristano, deixando-o ao mesmo tempo administrador apostólico de Ales-Terralba; sucede Ignazio Sanna, que renunciou devido aos limites de idade. Em 7 de julho tomou posse da arquidiocese, na catedral de Santa Maria Assunta.
Em 27 de outubro de 2019, o núncio apostólico na Itália Emil Paul Tscherrig lhe impõe o pálio, recebido no dia 29 de junho anterior das mãos do papa na Basílica de São Pedro, no Vaticano.
Para a Arquidiocese Arborense e para a Diocese de Ales-Terralba publica várias cartas pastorais: Queremos ver Jesus, em outubro de 2020; Senhor, para quem iremos?, com o qual inicia o Caminho Sinodal nas duas dioceses, em setembro de 2021. Em setembro de 2022 publica a Carta à Comunidade intitulada Grãos de mostarda e fermento na massa.
Em 3 de julho de 2021, o Papa Francisco o nomeou novamente bispo de Ales-Terralba, mantendo-o arcebispo de Oristano e unindo as duas sedes na pessoa de bispos 
No dia 19 de setembro seguinte tomou posse da diocese.
Na Conferência Episcopal da Sardenha é Delegado para a Cooperação Missionária, Delegado para as Migrações e Delegado para o Serviço Regional para a Proteção dos Menores.